# Żółty Chrystus

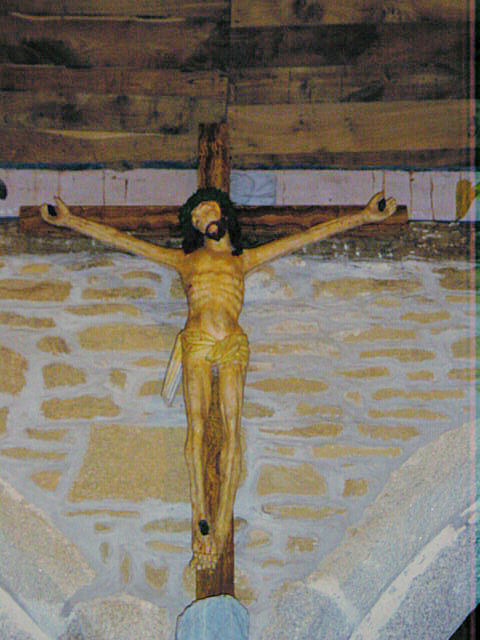
Krucyfiks w Trémalo koło Pont-Aven, rzeźba w drewnie anonimowego twórcy, 189 × 133 cm.

Żółty Chrystus (fr. Le Christ jaune) – obraz olejny namalowany jesienią w 1889 przez francuskiego malarza Paula Gauguina podczas jego pobytu w Pont-Aven.

## Historia
Gauguin odwiedził Pont-Aven po raz pierwszy w 1886. Powrócił tam na początku 1888 i przebywał do połowy października. 23 października pojechał do Arles, żeby przyłączyć się do Vincenta van Gogha. W Arles mieszkał przez ok. dwa miesiące, a po nieporozumieniach z van Goghiem powrócił do Pont-Aven (początek 1889), gdzie mieszkał do wiosny 1890. Latem 1889 udał się na krótką wizytę do Paryża, aby obejrzeć światową wystawę i wziąć udział w wystawie “symbolistów i syntetystów” w Café Volpini. Po powrocie namalował Żółtego Chrystusa. Inspiracją dla namalowania obrazu stał się krucyfiks w kościele w Trémalo niedaleko Pont-Aven.

## Opis
Obraz Żółty Chrystus jest, podobnie jak Wizja po kazaniu, dziełem naznaczonym dwuznacznością, napięciem między rzeczywistością a wyobraźnią. Do świata rzeczywistości należą kobiety, podczas gdy postać Chrystusa jest świętym obrazem, wysnutym z ich wiary. Z drugiej strony obraz mógłby być spokrewniony z dziełami dawnych włoskich lub flamandzkich malarzy, którzy umieszczali sceny biblijne we własnym, ludowym środowisku. Nawiązaniem do tego jest rolnik w oddali, przechodzący przez polny mur, jakby niewzruszony tym co się dzieje za jego plecami; przypomina to upadek Ikara z obrazu Pejzaż z upadkiem Ikara Bruegla.